# Haplochromis lividus
Haplochromis lividus је зракоперка из реда Perciformes.

## Угроженост
Ова врста је скоро изумрла, и нису познати слободни живи примерци.

## Распрострањење
Ареал врсте је био ограничен на мањи број држава. 
Врста је била присутна у Кенији, Танзанији и Уганди, али сада постоји само у акваријумима.

## Станиште
Станиште врсте су слатководна подручја.